# Sharon Sinclair
Sharon Cyra Sinclair (* 11. Januar 1991 in Frankfurt am Main) ist eine deutsche Squashspielerin.

## Leben
Sinclair spielte erstmals 2015 auf der PSA World Tour. Ihre bislang höchste Position in der Weltrangliste erreichte sie im August 2016 mit Rang 186. Mit der deutschen Nationalmannschaft nahm sie 2016 und 2022 an der Weltmeisterschaft teil, zudem stand sie 2015, 2016, 2019, 2022, 2023 und 2024 im Kader bei den Europameisterschaften. 2016 wurde sie deutsche Landesmeisterin.
Sie hat mit dem Squashspieler Tim Weber eine gemeinsame Tochter (* 2017).

## Erfolge
- Deutsche Einzelmeisterin: 2016